# Афонсу (нгола Матамби)
Афонсу I (д/н — 1741) — 13-й нгола (володар) незалежної держави Ндонго і 9-й нгола держави Матамба в 1721—1741 роках.

## Життєпис
За материнською лінією належав до династії Гутерреш. за більшістю відомостей був сином Джуліанни, зведеної сестри нголи Вероніки I. за іншою версією він був рідним її сином. Батьком був аристократ Алваріш де Понтеш з Амбаки. Вероніка I всиновила Афонсу, тому він часто розглядається як її син.
Спадкував трон 1721 року. Відомостей про його панування обмежено. Невдовзі північна область Голо за підтримки португальців здобуває незалежність. Спроби її підкорити виявилися марними. З початку 1730-х років налагодив мирні взаємини з португальськими губернаторами Луанди, про що свідчать його численні листування.
Помер 1741 року. Трон спадкувала його сестра або донька Анна II.